# Гіпофіз
Гіпо́фіз (лат. hypophysis, синонім — нижній придаток мозку) — залоза внутрішньої секреції, масою всього 0.5-0.6 г, розміщена в головному мозку в гіпофізарній ямці турецького сідла в основі клиноподібної кістки черепа. Гіпофіз належить до центральних органів ендокринної системи і до проміжного мозку.

## Анатомія та фізіологія
Гіпофіз складається з трьох частин:
- Передньої частки (аденогіпофіз), що здатна посилювати чи послаблювати синтез гормонів, які діють на інші залози, та виробляє шість власних гормонів (соматотропний гормон(СТГ), тиреотропний гормон(ТТГ), фолікулостимулюючий гормон,  лютеїнізуючий гормон, лактогенний гормон (пролактин) і адренокортикотропний гормон(АКТГ));
- Задньої частки (нейрогіпофіз), де накопичуються два гормони, що синтезуються гіпоталамусом окситоцин і вазопресин;
- Середньої частки, яка виробляє меланофорний гормон, що сприяє синтезу меланіну.

Гіпофіз виробляє до 25 гормонів, але тільки 6 з них синтезовані в чистому вигляді і добре вивчені.
Багато з гормонів гіпофізу регулюють водний обмін, підвищують кров'яний тиск, діють на інші залози. З гіпофіза тварин отриманий гормон, який збільшує зріст; на людину він не діє. У тварин великих розмірів, наприклад у кита, гіпофіз відносно великого розміру і виділяє велику кількість цього гормону.
Проводили такі досліди. Молодій тварині систематично і довгий час вводили в м'язи гормон росту. Цим способом в лабораторіях вирощували гігантських щурів і собак.
Надлишок, що виділяється гіпофізом в кров, цього гормону може підсилювати ріст людини. При малій кількості цього гормону зріст уповільнюється. Відомі випадки, коли у дівчинки в 6 років зупинився ріст. В 9 років її зріст був 90 см. Щоб збільшити зріст, їй вводили гормон росту десь приблизно 8,5 місяців. За цей час вона підросла на 7 см, а наступні  2 роки ще на 14 см.

## Патологічні стани
Аденоми гіпофіза це доброякісні пухлини із залозистої тканини, яка розташована в передній частці гіпофіза. Причини виникнення аденом гіпофіза досі повністю не з'ясовані. За сприяючі чинники вважаються:
1. Інфекційні процеси в нервовій системі
2. Травми черепа та головного мозку
3. Різні несприятливі дії на плід під час вагітності.

Останнім часом надається значення і тривалому вживанню оральних контрацептивних препаратів.

## Галерея

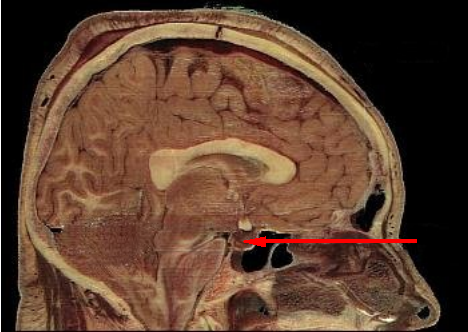
Розміщення гіпофізу в мозку.
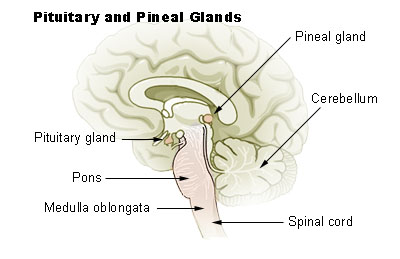
Гіпофіз і епіфіз.
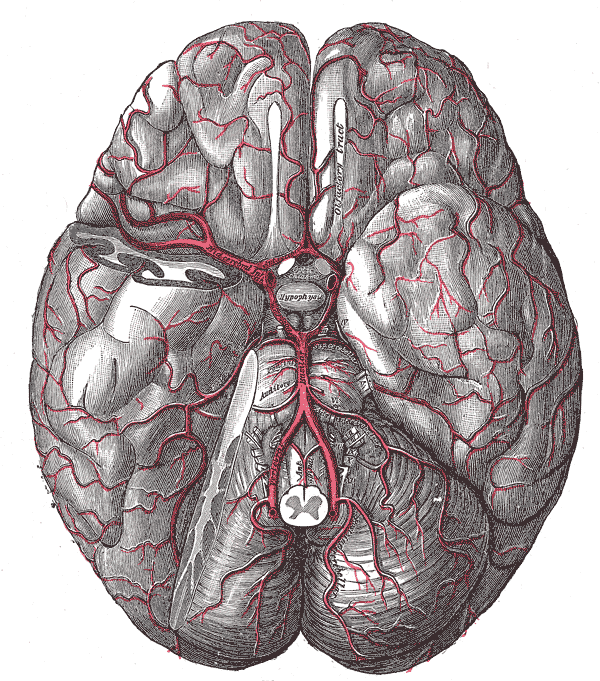
Артерії основи головного мозку.
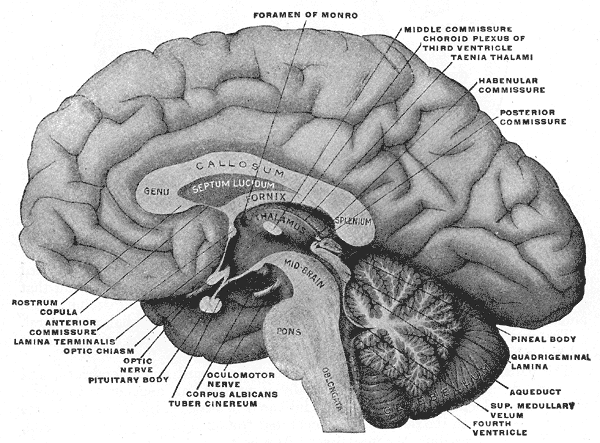
Медіальний вигляд мозку, розрізаного в сагітальній площині.
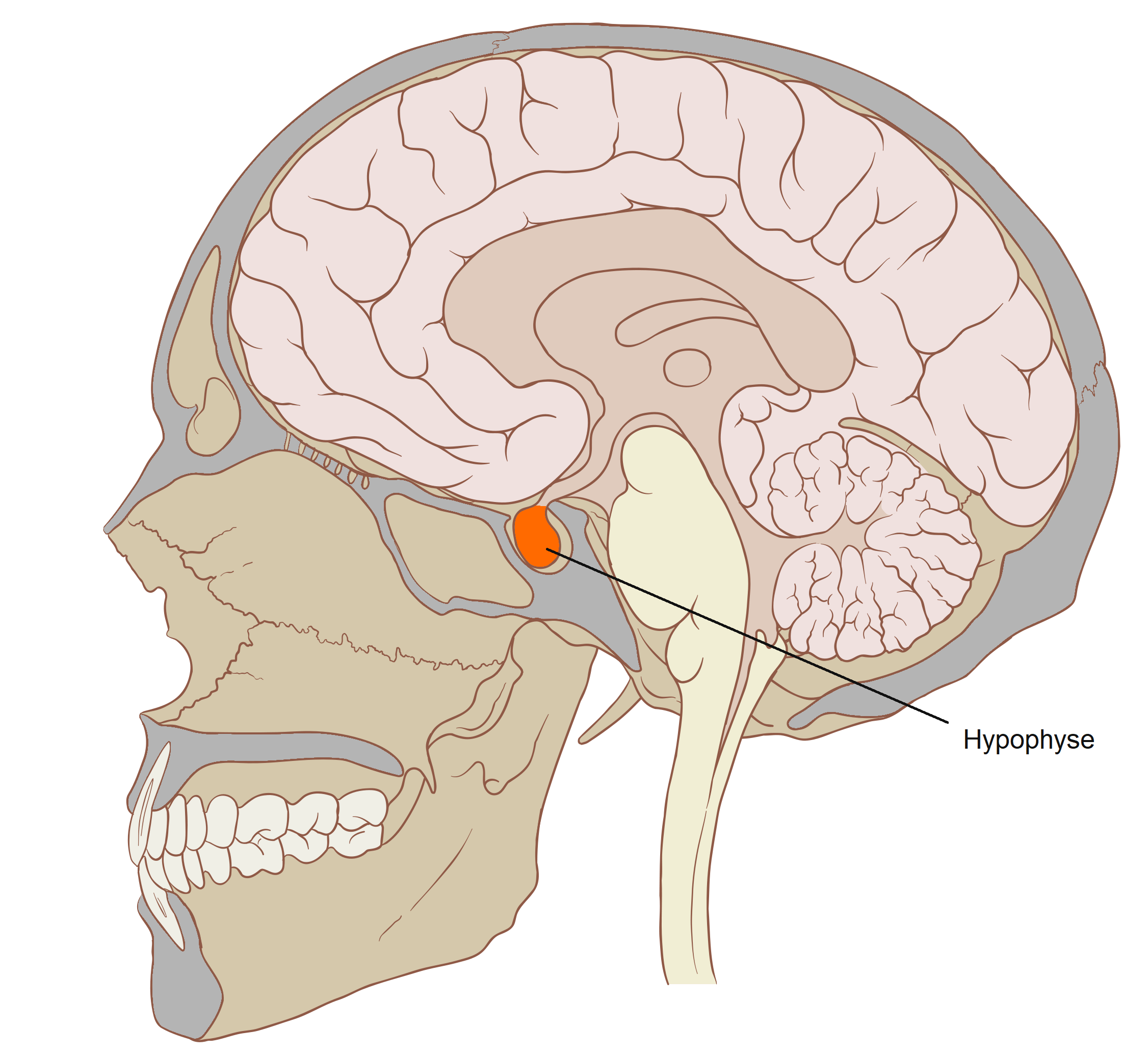
Гіпофіз
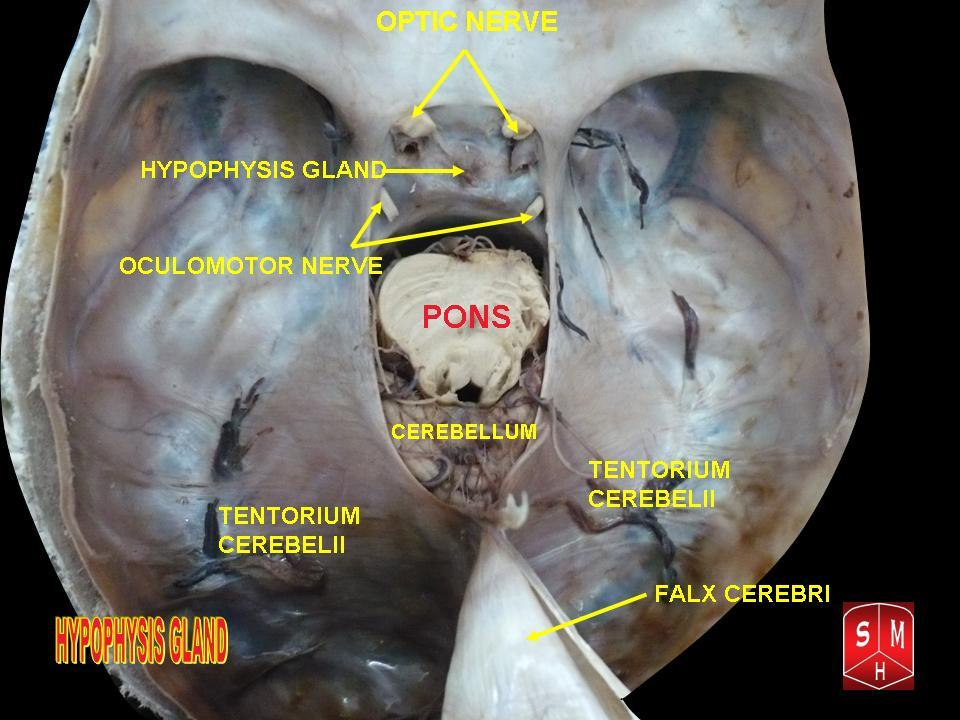
Гіпофіз